# Kamnita hiša (jama)
Kamnita hiša, tudi Bezgečeva jama ali Bezgecova jama, je izvirna jama, ki je nastala kot splet podzemeljskih rovov v več nadstropjih. Podzemeljski rovi odvajajo vodo z vzhodnega območja osamelega krasa Ponikovske planote med Savinjsko in Šaleško dolino.
Jama ima več vhodov na koncu zatrepne doline. Rovi so ponekod zasigani. Zgornji del jame se imenuje Kamnita hiša, v njej pa so našli kosti jamskega medveda in ostanke lončene posode z ornamentom. Skupna dolžina rovov je 800 m.
Jama je zavarovana kot podzemeljski geomorfološko-hidrološki naravni spomenik.